# 9月24日 (旧暦)
旧暦9月24日は、旧暦9月の24日目である。六曜は友引である。

## できごと
- 慶長19年（グレゴリオ暦1614年10月27日） - 江戸幕府が高山右近らキリシタン大名を含む148人をマニラ・マカオに追放[要出典]
- 明治3年（グレゴリオ暦1870年10月18日） - 府県物産表に関する太政官布告が公布（統計の日の由来）

## 誕生日
- 龍徳元年（ユリウス暦921年10月27日） - 柴栄（世宗）、五代後周の2代皇帝（+ 959年）
- 弘治4年（ユリウス暦1491年10月26日）- 正徳帝[要出典]、第11代明皇帝（+ 1521年）
- 天文2年（ユリウス暦1533年10月12日） - 朝倉義景[1]、戦国大名（+ 1573年）
- 天保8年（グレゴリオ暦1837年10月23日） - 大倉喜八郎、実業家・大倉財閥創設（+ 1928年）
- 嘉永6年（グレゴリオ暦1853年10月26日） - 徳川昭武、水戸藩主（+ 1910年）

## 忌日
- 寛永10年（グレゴリオ暦1633年10月26日） - 堀尾忠晴、松江藩主（* 1599年）
- 享保元年（グレゴリオ暦1716年11月7日） - 有栖川宮正仁親王、有栖川宮第4代当主（* 1694年）
- 享保7年（グレゴリオ暦1722年11月2日） - 池西言水、俳人（* 1650年）
- 享保9年（グレゴリオ暦1724年11月9日） - 西川如見、天文学者（* 1648年）
- 延享元年（グレゴリオ暦1744年10月29日） - 石田梅岩、思想家（* 1685年）
- 安政6年（グレゴリオ暦1859年11月14日） - 佐藤一斎、儒学者（* 1772年）